# Alper
Alper ist ein türkischer männlicher Vorname und jiddischer Familienname.
Türkische Etymologie: Der Name besteht aus den Morphemen Alp, was ‚mutig‘ oder ‚heldenhaft‘ bedeutet, und er, was ‚Mann‘ oder ‚Soldat‘ bedeutet.
Jiddische Etymologie: Der Name kommt von „Halper“, was ein abkürzter Ausdruck für die Stadt Heilbronn ist. Der Name ist somit gleichbedeutend mit dem Familiennamen Heilbronner.

## Namensträger

### Vorname
- Alper Akçam (* 1987), türkischer Fußballspieler
- Alper Bagceci (* 1984), deutscher Fußballspieler
- Alper Balaban (1987–2010), türkisch-deutscher  Fußballspieler
- Sabutay Alper Bayülken (* 1985), türkischer Fußballspieler
- Alper Canıgüz (* 1969), türkischer Schriftsteller
- Alper Kalemci (* 1991), türkischer Fußballspieler
- Alper Önal (* 1996), türkischer Fußballspieler
- Alper Potuk (* 1991), türkischer Fußballspieler
- Alper Sendilmen (* 1980), deutsch-türkischer Rapper, siehe Alpa Gun
- Alper Solak (* 1989), türkischer Eishockeyspieler
- Alper Tezcan (* 1980), türkischer Fußballspieler
- Turhan Alper Turgut (* 1995), türkischer Fußballspieler
- Alper Tursun (* 1993), türkischer Fußballspieler
- Alper Uludağ (* 1990), belgisch-türkischer Fußballspieler
- Alper Ulusoy (* 1981), türkischer Fußballschiedsrichter

### Familienname
- Bud Alper (1930–2012), US-amerikanischer Tonmeister
- Emin Alper (* 1974), türkischer Filmregisseur und Drehbuchautor
- Kemal Burak Alper (* 1988), türkischer Schauspieler
- Mehmet Alper (* 1998), türkischer Fußballspieler
- Murray Alper (1904–1984), US-amerikanischer Schauspieler
- Tikvah Alper (1909–1995), südafrikanische Physikerin und Radiobiologin